# Unione Volley Montecchio Maggiore 2023-2024
Questa voce raccoglie le informazioni riguardanti l'Unione Volley Montecchio Maggiore nelle competizioni ufficiali della stagione 2023-2024.

## Stagione
Nella stagione 2023-24 l'Unione Volley Montecchio Maggiore assume la denominazione sponsorizzata di Ipag S.lle Ramonda Montecchio.
Partecipa per la settima volta consecutiva al campionato di Serie A2 terminando il girone B della regular season al terzo posto in classifica; nella pool promozione giunge al decimo posto in classifica, mancando la qualificazione ai play-off promozione.
A seguito del secondo posto in classifica al termine del girone di andata, si qualifica per la Coppa Italia di Serie A2 dove viene eliminata nei quarti di finale dalla Talmassons.

## Organigramma societario
Area direttiva
- Presidente: Carla Burato
- Vice presidente: Fabio Maraia
- Presidente onorario: Enilo Ziggiotto
- Direttore generale: Annalisa Zannellati
- Responsabile eventi: Antonella Pepe
- Team manager: Elisa Cella

Area tecnica
- Allenatore: Eraldo Buonavita
- Allenatore in seconda: Marco Chiodini
- Assistente allenatore: Elisa Cella

Area comunicazione
- Addetto stampa: Gregorio Maroso
- Speaker: Andrea Zangani
- Fotografa: Elena Campedelli

Area sanitaria
- Medico: Emanuele Santoro
- Preparatore atletico: Davide Vallortigara
- Fisioterapista: Alessandro  Paiolo
- Massaggiatore: Gianfranco Baldin

## Rosa
| N° | Nome               | Ruolo | Data di nascita  | Nazionalità sportiva |
| -- | ------------------ | ----- | ---------------- | -------------------- |
| 1  | Roberta Carraro    | P     | 17 novembre 1998 | Italia               |
| 4  | Michelle Gueli     | L     | 6 agosto 2003    | Italia               |
| 5  | Francesca Napodano | L     | 17 gennaio 1999  | Italia               |
| 9  | Giorgia Mazzon     | O     | 17 agosto 1998   | Italia               |
| 10 | Sara Bellia        | S     | 9 marzo 2004     | Italia               |
| 11 | Giulia Malvicini   | P     | 5 settembre 1997 | Italia               |
| 12 | Alessia Arciprete  | S     | 6 settembre 1997 | Italia               |
| 14 | Alexandra Botezat  | C     | 3 agosto 1998    | Italia               |
| 15 | Chiara Pandolfi    | C     | 15 maggio 2004   | Italia               |
| 16 | Sara Caruso        | C     | 5 febbraio 2001  | Italia               |
| 17 | Sara Gabrielli     | O     | 4 luglio 1999    | Italia               |
| 23 | Linda Mangani      | S     | 16 febbraio 2000 | Italia               |

## Mercato
| Acquisti | Acquisti           | Acquisti       | Acquisti   |
| R.       | Nome               | da             | Modalità   |
| -------- | ------------------ | -------------- | ---------- |
| S        | Alessia Arciprete  | Futura Giovani | definitivo |
| S        | Sara Bellia        | Club Italia    | definitivo |
| C        | Alexandra Botezat  | Futura Giovani | definitivo |
| P        | Roberta Carraro    | Imoco          | definitivo |
| C        | Sara Caruso        | Cuneo Granda   | definitivo |
| O        | Sara Gabrielli     | Cerea          | definitivo |
| L        | Michelle Gueli     | Pinerolo       | definitivo |
| S        | Linda Mangani      | Casalmaggiore  | definitivo |
| L        | Francesca Napodano | Helvia Recina  | definitivo |
| C        | Chiara Pandolfi    | Futura Giovani | definitivo |

| Cessioni | Cessioni             | Cessioni          | Cessioni   |
| R.       | Nome                 | a                 | Modalità   |
| -------- | -------------------- | ----------------- | ---------- |
| S        | Giulia Angelina      | Trentino          | definitivo |
| C        | Karin Barbazeni      | Soverato          | definitivo |
| P        | Valentina Bartolucci | AGIL              | definitivo |
| C        | Margherita Brandi    | Millenium Brescia | definitivo |
| C        | Benedetta Cometti    | Altino            | definitivo |
| O        | Sara Esposito        | CLAI Imola        | definitivo |
| L        | Marianna Maggipinto  | Sant'Anna         | definitivo |
| C        | Giulia Marconato     | Trentino          | definitivo |
| O        | Sara Muraro          | Crotone           | definitivo |
| S        | Rachele Nardelli     | Fratte            | definitivo |
| S        | Alice Tanase         | Cuneo Granda      | definitivo |

## Risultati

### Serie A2

#### Girone di andata
| 1ª Giornata - 8 ottobre 2023 PalaFontescodella, Macerata    | Helvia Recina       | 1 - 3 | Montecchio Maggiore  | 25-18, 23-25, 23-25, 28-30        |
| 2ª Giornata - 15 ottobre 2023 PalaFerroli, San Bonifacio    | Montecchio Maggiore | 3 - 2 | Lecco Picco          | 25-19, 18-25, 22-25, 25-14, 15-13 |
| 3ª Giornata - 22 ottobre 2023 PalaFerroli, San Bonifacio    | Montecchio Maggiore | 3 - 2 | Adolfo Consolini     | 25-21, 21-25, 26-24, 15-25, 15-10 |
| 4ª Giornata - 29 ottobre 2023 PalaManera, Mondovì           | Mondovì             | 1 - 3 | Montecchio Maggiore  | 25-20, 24-26, 17-25, 23-25        |
| 5ª Giornata - 1º novembre 2023 PalaFerroli, San Bonifacio   | Montecchio Maggiore | 3 - 1 | Vallecamonica Sebino | 25-21, 16-25, 25-22, 25-23        |
| 6ª Giornata - 5 novembre 2023 Palasport Da Copertino, Lecce | Melendugno          | 1 - 3 | Montecchio Maggiore  | 22-25, 21-25, 25-22, 17-25        |
| 7ª Giornata - 12 novembre 2023 PalaFerroli, San Bonifacio   | Montecchio Maggiore | 3 - 0 | Offanengo            | 25-23, 25-19, 25-21               |
| 8ª Giornata - 18 novembre 2023 Geopalace, Olbia             | Hermaea             | 3 - 1 | Montecchio Maggiore  | 27-29, 25-17, 25-22, 25-23        |
| 9ª Giornata - 22 novembre 2023 PalaFerroli, San Bonifacio   | Montecchio Maggiore | 3 - 2 | Esperia              | 11-25, 25-20, 19-25, 25-22, 15-10 |

#### Girone di ritorno
| 10ª Giornata - 26 novembre 2023 PalaFerroli, San Bonifacio                        | Montecchio Maggiore  | 1 - 3 | Helvia Recina       | 23-25, 31-33, 25-22, 23-25        |
| 11ª Giornata - 3 dicembre 2023 PalaBione, Lecco                                   | Lecco Picco          | 1 - 3 | Montecchio Maggiore | 19-25, 25-23, 21-25, 17-25        |
| 12ª Giornata - 10 dicembre 2023 Palazzetto dello Sport, San Giovanni in Marignano | Adolfo Consolini     | 2 - 3 | Montecchio Maggiore | 26-24, 25-22, 23-25, 24-26, 8-15  |
| 13ª Giornata - 17 dicembre 2023 PalaFerroli, San Bonifacio                        | Montecchio Maggiore  | 3 - 2 | Mondovì             | 17-25, 25-21, 15-25, 25-19, 16-14 |
| 14ª Giornata - 23 dicembre 2023 Pala CBL, Costa Volpino                           | Vallecamonica Sebino | 1 - 3 | Montecchio Maggiore | 18-25, 25-20, 20-25, 22-25        |
| 15ª Giornata - 26 dicembre 2023 PalaFerroli, San Bonifacio                        | Montecchio Maggiore  | 3 - 2 | Melendugno          | 21-25, 25-23, 23-25, 25-16, 15-8  |
| 16ª Giornata - 7 gennaio 2024 PalaCoim, Offanengo                                 | Offanengo            | 2 - 3 | Montecchio Maggiore | 30-28, 28-30, 25-23, 22-25, 11-15 |
| 17ª Giornata - 14 gennaio 2024 PalaFerroli, San Bonifacio                         | Montecchio Maggiore  | 0 - 3 | Hermaea             | 23-25, 21-25, 19-25               |
| 18ª Giornata - 21 gennaio 2024 PalaRadi, Cremona                                  | Esperia              | 3 - 1 | Montecchio Maggiore | 25-15, 20-25, 25-16, 25-15        |

#### Pool promozione
| 1ª Giornata - 28 gennaio 2024 PalaRescifina, Messina                    | Sant'Anna             | 3 - 1 | Montecchio Maggiore   | 25-15, 19-25, 25-14, 25-8         |
| 2ª Giornata - 4 febbraio 2024 PalaFerroli, San Bonifacio                | Montecchio Maggiore   | 0 - 3 | Wealth Planet Perugia | 20-25, 16-25, 22-25               |
| 3ª Giornata - 9 febbraio 2024 PalaFerroli, San Bonifacio                | Montecchio Maggiore   | 0 - 3 | Futura Giovani        | 21-25, 23-25, 26-28               |
| 4ª Giornata - 14 febbraio 2024 PalaFrancescucci, Casnate con Bernate    | Alba                  | 3 - 1 | Montecchio Maggiore   | 23-25, 25-10, 25-23, 25-11        |
| 5ª Giornata - 25 febbraio 2024 PalaFerroli, San Bonifacio               | Montecchio Maggiore   | 0 - 3 | Talmassons            | 21-25, 21-25, 20-25               |
| 6ª Giornata - 3 marzo 2024 PalaFerroli, San Bonifacio                   | Montecchio Maggiore   | 0 - 3 | Sant'Anna             | 12-25, 16-25, 22-25               |
| 7ª Giornata - 10 marzo 2024 PalaEvangelisti, Perugia                    | Wealth Planet Perugia | 3 - 1 | Montecchio Maggiore   | 26-24, 25-20, 22-25, 25-19        |
| 8ª Giornata - 18 marzo 2024 PalaBorsani, Castellanza                    | Futura Giovani        | 3 - 1 | Montecchio Maggiore   | 25-20, 27-25, 22-25, 25-21        |
| 9ª Giornata - 24 marzo 2024 PalaFerroli, San Bonifacio                  | Montecchio Maggiore   | 1 - 3 | Alba                  | 21-25, 19-25, 25-21, 23-25        |
| 10ª Giornata - 30 marzo 2024 Palazzetto dello Sport, Lignano Sabbiadoro | Talmassons            | 2 - 3 | Montecchio Maggiore   | 25-17, 21-25, 25-21, 20-25, 12-15 |

### Coppa Italia di Serie A2
| Quarti di finale - 10 gennaio 2024 PalaFerroli, San Bonifacio | Montecchio Maggiore | 0 - 3 | Talmassons | 16-25, 20-25, 23-25 |

## Statistiche

### Statistiche di squadra
| Competizione             | Punti | In casa | In casa | In casa | In trasferta | In trasferta | In trasferta | Totale | Totale | Totale |
| Competizione             | Punti | G       | V       | P       | G            | V            | P            | G      | V      | P      |
| ------------------------ | ----- | ------- | ------- | ------- | ------------ | ------------ | ------------ | ------ | ------ | ------ |
| Serie A2                 | 37    | 14      | 7       | 7       | 14           | 8            | 6            | 28     | 15     | 13     |
| Coppa Italia di Serie A2 |       | 1       | 0       | 1       | 0            | 0            | 0            | 1      | 0      | 1      |
| Totale                   | -     | 15      | 7       | 8       | 14           | 8            | 6            | 29     | 15     | 14     |

G = partite giocate; V = partite vinte; P = partite perse 

### Statistiche dei giocatori
| Giocatore    | Serie A2 | Serie A2 | Serie A2 | Serie A2 | Serie A2 | Coppa Italia di Serie A2 | Coppa Italia di Serie A2 | Coppa Italia di Serie A2 | Coppa Italia di Serie A2 | Coppa Italia di Serie A2 | Totale | Totale | Totale | Totale | Totale |
| Giocatore    | P        | PT       | AV       | MV       | BV       | P                        | PT                       | AV                       | MV                       | BV                       | P      | PT     | AV     | MV     | BV     |
| ------------ | -------- | -------- | -------- | -------- | -------- | ------------------------ | ------------------------ | ------------------------ | ------------------------ | ------------------------ | ------ | ------ | ------ | ------ | ------ |
| A. Arciprete | 28       | 397      | 336      | 26       | 35       | 1                        | 5                        | 4                        | 0                        | 1                        | 29     | 402    | 340    | 26     | 36     |
| S. Bellia    | 27       | 419      | 347      | 26       | 46       | 1                        | 13                       | 8                        | 4                        | 1                        | 28     | 432    | 355    | 30     | 47     |
| A. Botezat   | 27       | 359      | 234      | 95       | 30       | 1                        | 7                        | 5                        | 1                        | 1                        | 28     | 366    | 239    | 96     | 31     |
| R. Carraro   | 28       | 63       | 27       | 20       | 16       | 1                        | 0                        | 0                        | 0                        | 0                        | 29     | 63     | 27     | 20     | 16     |
| S. Caruso    | 28       | 240      | 176      | 60       | 4        | 1                        | 9                        | 6                        | 3                        | 0                        | 29     | 249    | 182    | 63     | 4      |
| S. Gabrielli | 22       | 27       | 20       | 1        | 6        | 1                        | 3                        | 2                        | 1                        | 0                        | 23     | 30     | 22     | 2      | 6      |
| M. Gueli     | 26       | 3        | 2        | 0        | 1        | 1                        | 0                        | 0                        | 0                        | 0                        | 27     | 3      | 2      | 0      | 1      |
| G. Malvicini | 20       | 7        | 5        | 0        | 2        | 1                        | 1                        | 1                        | 0                        | 0                        | 21     | 8      | 6      | 0      | 2      |
| L. Mangani   | 27       | 276      | 238      | 14       | 24       | 1                        | 4                        | 3                        | 0                        | 1                        | 28     | 280    | 241    | 14     | 25     |
| G. Mazzon    | 3        | 22       | 17       | 5        | 0        | 0                        | 0                        | 0                        | 0                        | 0                        | 3      | 22     | 17     | 5      | 0      |
| F. Napodano  | 28       | 0        | 0        | 0        | 0        | 1                        | 0                        | 0                        | 0                        | 0                        | 29     | 0      | 0      | 0      | 0      |
| C. Pandolfi  | 17       | 28       | 20       | 6        | 2        | 0                        | 0                        | 0                        | 0                        | 0                        | 17     | 28     | 20     | 6      | 2      |

P = presenze; PT = punti totali; AV = attacchi vincenti; MV = muri vincenti; BV = battute vincenti